# Aloïs Verbeke
Pour les articles homonymes, voir Verbeke.
Camille Aloïs Verbeke, né le 20 décembre 1834 à Aarsele et décédé le 29 décembre 1914 à Gand fut un homme politique libéral belge.
Verbeke fut industriel et sénateur de l'arrondissement de Furnes-Dixmude-Ostende.

## Biographe
Fils de François (1805-1880) et de Françoise De Smet (1803-1876), il épousa en 1860 Mélanie Dezutter (1833-1915) avec qui il eut trois enfants : Charles François (1860-1932), Claire et Marie Louise (1867-1930).